# Kuznetsov NK-25
Il Kuznetsov NK-25 è un motore aeronautico turboventola sviluppato dal 1971 in Unione Sovietica per equipaggiare il bombardiere Tupolev Tu-22M.

## Storia del progetto
Con un'ordinanza del consiglio dei ministri dell'URSS datata 28 luglio 1971, veniva incaricata la Kuznetsov di sviluppare un turboventola con postbruciatore per equipaggiare una nuova classe di bombardieri pesanti.
Il motore fu disegnato tra il 1972 ed il 1974, anno in cui il primo prototipo venne testato al banco. Fu poi provato in volo montato sotto la fusoliera di un Tu-142LL per essere prodotto in serie dal 1976 presso l'OKB di Samara. In totale sono stati costruiti circa 680 esemplari, impiegati quasi esclusivamente sul Tu-22M3

## Tecnica
Con l'NK-25 vennero sperimentate diverse innovazioni tecnologiche. Tra le più importanti figurano l'introduzione di un sistema digitale di controllo del motore e l'impiego di rivestimenti ceramici per le palette della turbina che, così trattate, possono operare a temperature dell'ordine dei 1300 °C.
Il motore possiede tre gruppi compressore-turbina di bassa, media ed alta pressione mossi da tre alberi concentrici indipendenti tra di loro che, al decollo, ruotano rispettivamente a 5400, 7420 e 9670 giri al minuto. Questa soluzione costruttiva permette, al costo di una maggiore complessità meccanica, di ottimizzare la velocità delle palette e migliorare l'efficienza del compressore.

## Velivoli utilizzatori

### Attuali
Russia
- Tupolev Tu-22M3

### Precedenti
Unione Sovietica
- Tupolev Tu-22M2-E
- Tupolev Tu-22M3